# Robert Stupperich
Robert Stupperich (* 13. September 1904 in Moskau; † 4. September 2003 in Münster) war ein deutscher evangelischer Theologe.

## Leben
Robert Stupperich wurde als Sohn eines Apothekers und dessen Frau geboren. Er wuchs zunächst in Russland auf und konnte daher perfekt Russisch sprechen. Er studierte zuerst Evangelische Theologie in Berlin und anschließend Geschichte und Slawistik und promovierte in beiden Fächern (1930 Dr. theol., 1933 Dr. phil.). Neben seinem Pfarramt habilitierte er sich 1940 für osteuropäische Geschichte und wurde 1942 Dozent. Während der Zeit des Nationalsozialismus war er ein Mitarbeiter von Otto Dibelius und Mitglied der Bekennenden Kirche.
1946 wurde Stupperich Professor an der Westfälischen Wilhelms-Universität Münster. Bis 1972 war er Direktor des Seminars für Mittlere und Neuere Kirchengeschichte. Sein Hauptforschungsgebiet war die Geschichte der Reformation. 1953 wurde ihm der Ehrendoktor der Humboldt-Universität zu Berlin verliehen. Von 1957 bis 1976 war er Leiter des Ostkircheninstitutes, das sich der Erforschung der Orthodoxie sowie der deutschen Kirchen in osteuropäischen Gebieten widmete.
Stupperich war seit 1950 Mitglied der Historischen Kommission für Westfalen. Von 1958 bis 1974 gehörte er dem Vorstand an, 1982 wurde er zum Ehrenmitglied ernannt. Seit 1968 war er Mitglied der Historischen Kommission für ost- und westpreußische Landesforschung sowie Mitglied der Königlich Niederländischen Akademie der Wissenschaften.
Sein Söhne sind der Theologe Martin Stupperich und der Archäologe Reinhard Stupperich.

## Schriften (Auswahl)
- Staatsgedanke und Religionspolitik Peters des Großen. Dissertation, Universität Berlin 1934
- Unionsverhandlungen zwischen Katholiken und Protestanten in den Jahren 1530–1540. Dissertation, ebd. 1936
- Die Anfänge der Bauernbefreiung in Russland; Habilitationsschrift, ebd. 1940
  - Jurij Samarin und die Anfänge der Bauernbefreiung in Russland. 2., neubearbeitete Auflage. Harrassowitz, Wiesbaden 1969. ISBN 3-447008318
- Bolschewismus und Wissenschaft. Der Reichsstudentenführer, Amt Kulturaustausch, Berlin 1941 (Übersetzungen ins Französisch, Tschechische, Spanische, Italienische und Schwedische)
- Die Ukraine und das Baltenland (= Tornisterschrift des Oberkommandos der Wehrmacht, Abt. Inland. Band 49). Berlin 1941 (Tornisterausgabe für die Wehrmacht)
- als Hrsg.: Kirchenordnungen der evangelisch-lutherischen Kirche in Russland, Ulm 1959.
- Melanchthon. Gelehrter und Politiker. Muster-Schmidt Verlag, Göttingen u. a. 1960, ISBN 3-7881-0147-4.
- Erasmus von Rotterdam und seine Welt. De Gruyter, Berlin 1975.
- Otto Dibelius. Ein evangelischer Bischof im Umbruch der Zeiten. Vandenhoeck & Ruprecht, Göttingen 1989, ISBN 3-525-55414-1.
- Westfälische Reformationsgeschichte. Historischer Überblick und theologische Einordnung. BWFKG, 9. 1993; neu herausgegeben und um aktuelle Literaturangaben ergänzt von Ulrich Rottschäfer. 2017